# Carl Gottlob Boden

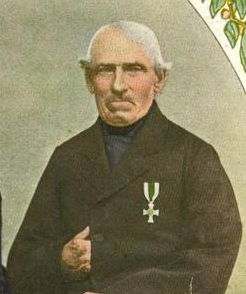
Carl Gottlob Boden mit Albrechtsorden

Grabmal für Carl Gottlob Boden auf dem Friedhof von Großröhrsdorf

Carl Gottlob Boden (* 4. November 1797 in Großröhrsdorf; † 30. Januar 1877 ebenda) war ein deutscher Industrieller in Großröhrsdorf, der eine Fabrik für Band- und Gurtproduktion betrieb.
Er wurde als Sohn des Marlin-, Kunst- und Seidenwebers Johann Gottfried Boden und dessen Ehefrau Anna Rosina geb. Tschiedrich (oder Schiedrich) in Großröhrsdorf geboren.
1834 führte er als Erster den Jacquardwebstuhl bei der Band- und Gurtfabrikation ein. 
1869 erhielt er vom sächsischen König Johann das Ritterkreuz des Albrechts-Ordens.
Auch sein Sohn Ernst Traugott Boden und sein Enkel Edmund Theophron Boden waren als Industrielle tätig, letzterer im mittelfränkischen Wilhelmsdorf mit einer Reißzeugfabrik.